# Шахта «Новодонецька»
ДВАТ Шахта «Новодонецька». Входить до ДХК «Добропільвугілля». Розташована у м. Білозерське, Донецької області.
Здана в експлуатацію у 1968 р. Проектна потужність 1200 тис. т вугілля на рік. В 1997 році акціонована та зареєстрована як ДВАТ Шахта «Новодонецька»
Фактичний видобуток 3329/2084 т/добу (1990/1999). У 2003 р. видобуто 952 тис.т вугілля.
Шахтне поле розкрите 2 вертикальними стволами та 4 фланговими шурфами. Максимальна глибина робіт 720 м. Протяжність гірничих виробок 57,5/42,7 км (1990/1999).
Шахта віднесена до 3-ї категорії з метановиділення, небезпечна щодо вибуху вугільного пилу. Відпрацьовує пласти l3 та k7 (1999).
Кількість очисних вибоїв 3/2 (1990/1999), підготовчих 4/3 (1990/1999). На очисних роботах використовують комплекси 3КД-90 з комбайнами РКУ та конвеєрами СПЦ-273, на прохідницьких — комбайни ГПКС.
Кількість працюючих: 2734 осіб, в тому числі підземних 1938 осіб (1999).
Адреса: 85012, м. Білозерське, Донецької обл.